# Thais Barbosa
Thais Bergo Duarte Barbosa (Rio Verde, 01 de novembro de 1940) é uma enfermeira, empresária e política brasileira, que exerceu mandato como deputada federal pelo PMDB-MT, era terceira suplente e assumiu a vaga de Lino Rossi, de 15 de fevereiro a 16 de Junho de 2005; e de 4 de abril a 3 de agosto de 2006.

## Biografia
Thais é filha da professora Hilda Bergo Duarte e do médico Antônio Alves Duarte. A família mudou-se para Dourados quando ela tinha cinco anos de idade.
Concluiu o curso de Enfermagem, na Universidade Federal de Juiz de Fora (MG), em 1962, tendo trabalhado com seu pai no Hospital Evangélico de Dourados no período entre 1963 e 1965.
Em 1970, foi professora na Escola 29 de Novembro, no então município de Barra do Bugres / hoje Tangará da Serra, no período em que estava casada com José Armando Barbosa (1979-1983), então prefeito municipal. No mesmo ano, foi aprovada em concurso, mudando-se para Cuiabá, onde atuou como enfermeira no Posto de Saúde do bairro Novo Terceiro e foi professora do curso de enfermagem em Várzea Grande.
Thais tem três filhos advogados (Vanessa, Thalita e Sidney), seis netos (Luís Felipe, Paula, Raphael, Letícia, Henrique e Victoria) e alguns bisnetos (Luís Davi Emanuel José e Elise Kiana).

## Carreira política
Foi a primeira mulher a ser prefeita de Tangará da Serra, no estado do Mato Grosso, entre os anos de 1976 e 1981. Também foi a primeira deputada constituinte do Mato Grosso.
Sua posse como deputada federal, mesmo sendo a terceira suplente, aconteceu porque um dos deputados eleitos Rogério Silva foi cassado no início de sua legislatura. A primeiro suplente, Teté Bezerra, assumiu essa vaga. O segundo suplente, Lino Rossi, assumiu a vaga de Wilson Santos, que deixou a Câmara porque elegeu-se como prefeito de Cuiabá. Thais assumiu no lugar de Lino Rossi, quando este se afastou do mandato.

O nome de Thais consta em processo que Ministério Público Federal abriu contra Lino, porque ele deixou um assessor para cuidar de passagens e correspondências no gabinete da deputada que assumiu sua vaga. O servidor teria desviado 8.500 selos (somando R$ 6.500 da verba de gabinete de Thais). 3 mil selos teriam sido enviados para o escritório de Lino Rossi em Cuiabá-MT. Embora tenham sido enviados para Cuiabá, não se sabe a destinação real dos outros 5.500 selos. O que aconteceu quando Lino não estava mais na Câmara; portanto, não tinha mais direito a benefícios dos titulares, como passagens e correspondências.